# Контрерас, Хосе Мануэль
Хосе Мануэль Контрерас (исп. José Manuel "El Moyo" Contreras; 19 января 1986, Хутьяпа, Гватемала) — гватемальский футболист, полузащитник клуба «Комуникасьонес» и сборной Гватемалы.

## Клубная карьера
Контрерас начал карьеру в клубе «Комуникасьонес». В 2004 году он дебютировал в Лиге Насьональ. В 2008 году Хосе перешёл в аргентинский «Арсенал» из Саранди. 31 августа в матче против «Эстудиантеса» он дебютировал в аргентинской Примере.
Контрерас не смог выиграть конкуренцию за место в основе и через год присоединился к уругвайскому «Фениксу». 13 сентября 2009 года в матче против «Монтевидео Уондерерс» он дебютировал в уругвайской Примере.
В начале 2010 года Хосе вернулся в Гватемалу, став футболистом «Шелаху». 21 января в поединке против «Депортиво Шинабахул» он забил свой первый гол за новую команду. Летом того же года Контрерас вернулся в «Комуникасьонес» и помог клубу вновь выиграть национальное первенство.
Летом 2011 года Хосе перешёл в чилийский «Универсидад де Консепсьон». 14 августа в матче против «Коло-Коло» он дебютировал в чилийской Примере. В этом же поединке Контрерас забил свой первый гол за новую команду. Летом 2013 года состоялся его третий приход в «Комуникасьонес». Хосе был назначен капитаном команды и ещё несколько раз стал чемпионом страны. 26 сентября 2014 года в матче Лиги чемпионом КОНКАКАФ против пуэрто-риканского «Байямона» Контрерас забил гол.

## Международная карьера
16 августа 2006 года в товарищеском матче против сборной Гаити Контрерас дебютировал за сборную Гватемалы.
В 2007 году Хосе в составе сборной принял участие в Золотом кубка КОНКАКАФ. На турнире он сыграл в матчах против команд Сальвадора, США, Тринидада и Тобаго и Канады. В поединке сальвадорцев Контрерас забил свой первый гол за национальную команду.
В 2011 году Хосе во второй раз принял участие в розыгрыше Золотого кубка КОНКАКАФ. На турнире он сыграл в матче против Гондураса и Ямайки.
В 2015 году Контрерас в третий раз принял участие в розыгрыше Золотого кубка КОНКАКАФ. На турнире он сыграл в матче против сборной Мексики и Тринидада и Тобаго.

### Голы за сборную Сальвадора
| #   | Дата             | Место                                      | Противник  | Счёт | Результат | Соревнование                      |
| --- | ---------------- | ------------------------------------------ | ---------- | ---- | --------- | --------------------------------- |
| 01. | 9 июня 2007      | Стабхаб Сентер, Карсон, США                | Сальвадор  | 1:0  | 1:0       | Золотой кубок КОНКАКАФ 2007       |
| 02. | 10 сентября 2008 | Матео Флорес, Гватемала, Гватемала         | Куба       | 4:1  | 4:1       | Чемпионат мира 2010 квалификация  |
| 03. | 22 января 2013   | Национальный стадион, Сан-Хосе, Коста-Рика | Коста-Рика | 1:1  | 1:1       | Центральноамериканский кубок 2013 |
| 04. | 6 февраля 2013   | Сан Лайф-стэдиум, Майами, США              | Колумбия   | 1:4  | 1:4       | Товарищеский матч                 |
| 05. | 14 августа 2014  | Пенсативо, Антигуа-Гуатемала, Гватемала    | Никарагуа  | 1:0  | 3:0       | Товарищеский матч                 |

## Достижения
Командные
 «Комуникасьонеc»
- Чемпионат Гватемалы по футболу — Апертура 2010
- Чемпионат Гватемалы по футболу — Апертура 2013
- Чемпионат Гватемалы по футболу — Клаусура 2013
- Чемпионат Гватемалы по футболу — Апертура 2014
- Чемпионат Гватемалы по футболу — Клаусура 2014
- Чемпионат Гватемалы по футболу — Клаусура 2015